# Andrzej Wajda

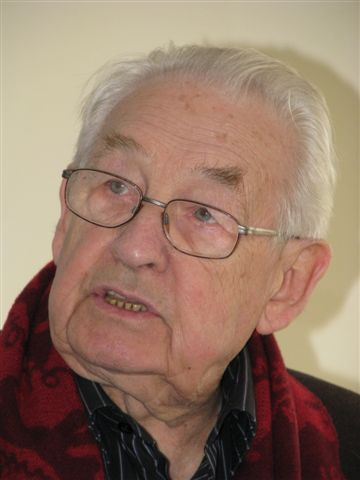
Andrzej Wajda (2008)

Andrzej Witold Wajda (anhörenⓘ) (* 6. März 1926 in Suwałki; † 9. Oktober 2016 in Warschau) war ein polnischer Film- und Theaterregisseur. Er gilt als einer der bedeutendsten Filmemacher seines Landes und wurde mit vielen der wichtigsten internationalen Filmpreise geehrt.

## Leben

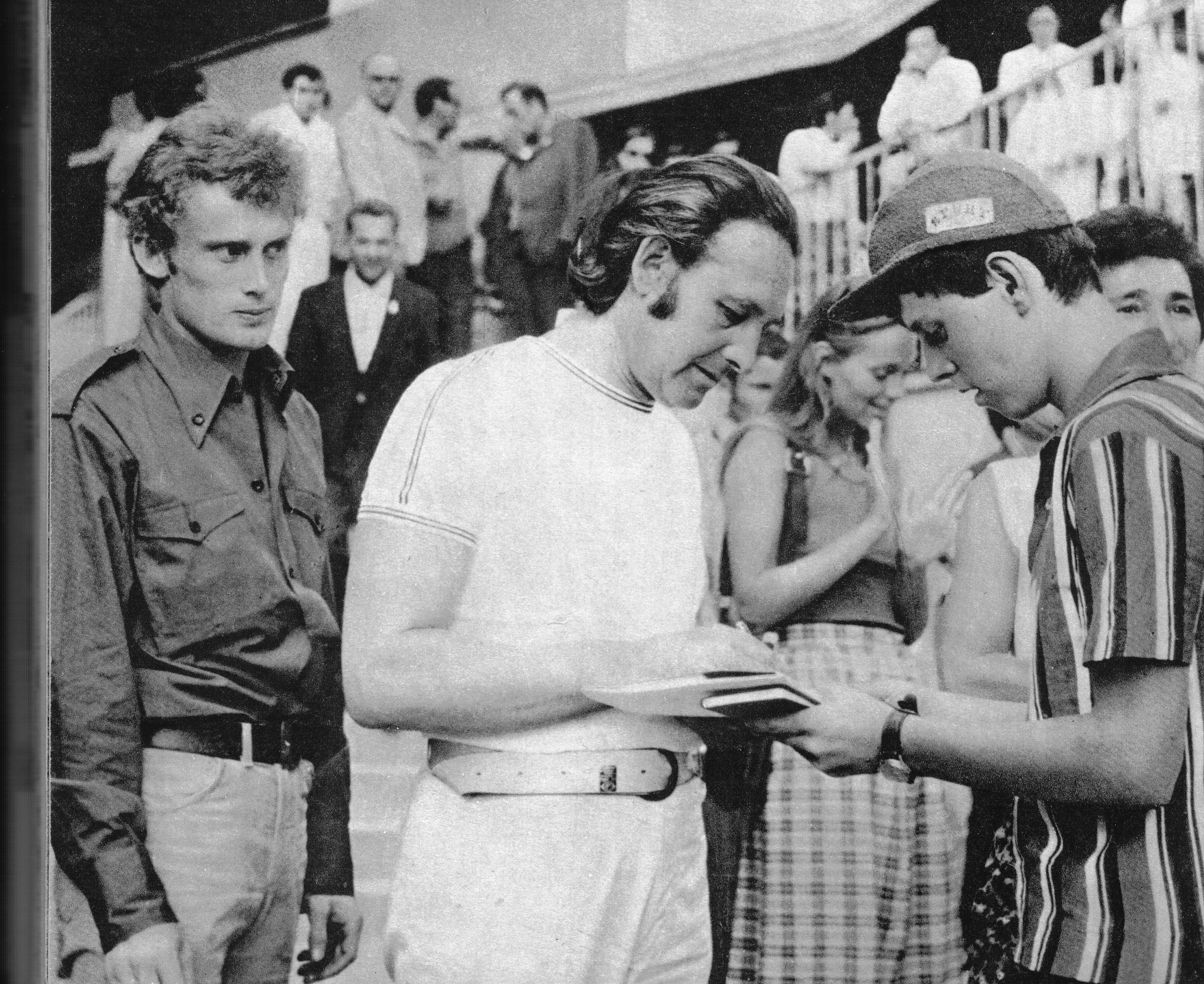
Daniel Olbrychski (links) und Andrzej Wajda beim Filmfestival „Lubuskie Lato Filmowe“ in Łagów Ende der 1960er Jahre

Andrzej Wajda wurde als Sohn einer Lehrerin und des Infanterieoffiziers Jakub Wajda geboren. Die früheste Kindheit verbrachte er mit einem Bruder in seiner Geburtsstadt. Als sein Vater nach Radom versetzt wurde, zog die Familie auch dorthin. Wajdas Vater wurde im April 1940 mit mehr als 3000 anderen polnischen Kriegsgefangenen des NKWD-Lagers Starobelsk in Charkow ermordet. Die Massenexekution fand gleichzeitig mit dem Massaker von Katyn statt. Wajda selbst war im Zweiten Weltkrieg in der Polnischen Heimatarmee in Radom und erhielt im Untergrund Zeichenunterricht. Er war während des Krieges in einigen handwerklichen Berufen tätig und arbeitete auch als Büroangestellter der polnischen Staatsbahn. Nach dem Krieg studierte er 1946–1950 Malerei an der Kunstakademie in Krakau und ging später zur Filmhochschule in Łódź. Während des Studiums freundete er sich mit dem sieben Jahre jüngeren Roman Polański an. Dieser übernahm 1953 in Wajdas Examensfilm Eine Generation (Pokolenie) eine kleine Rolle.
Wajda begann seine Karriere als Assistent des polnischen Regisseurs Aleksander Ford bei dessen Film Die Fünf aus der Barskastraße und drehte 1954 mit Eine Generation, der vom polnischen Widerstand handelt, seinen ersten Film. Seine Filme Der Kanal und Asche und Diamant gelten als Meisterwerke des polnischen Kinos. Der Kanal ist eine eindrucksvolle Abhandlung des Warschauer Aufstands.
Seit 1959 war Wajda auch Theaterregisseur, vor allem am Teatr Stary in Krakau, aber auch an internationalen Bühnen. Beispielsweise inszenierte er in den 1980er Jahren Schuld und Sühne nach Fjodor Dostojewski an der Berliner Schaubühne. 1987 erhielt er den renommierten Kyoto-Preis. 1989 war er ein Jahr lang Intendant des Teatr Powszechny in Warschau.
In den 1980er Jahren ging Wajda nach Frankreich und drehte dort den Film Danton. Seine Filme wurden auf den wichtigsten internationalen Filmfestivals ausgezeichnet. 2000 erhielt er den Ehrenoscar und auf der Berlinale 2006 den Goldenen Ehrenbären für sein Lebenswerk.
1989 wurde Wajda als Kandidat der Solidarność in den polnischen Senat gewählt und blieb Senator bis 1991.
1996 inszenierte er die Eröffnungspremiere des Teatr Polski, des Polnischen Theaters in Breslau, das im Januar 1994 abgebrannt war.
1997 konnte er erstmals seit fast einem halben Jahrhundert Roman Polański wieder dafür gewinnen, in einem polnischen Film als Schauspieler mitzuwirken. Polański übernahm eine komische Rolle in der Verfilmung der klassischen Komödie Die Rache (polnisch Zemsta) von Aleksander Fredro. Der Film erschien 2002.
Von Oktober 2006 bis Januar 2007 liefen die Dreharbeiten zu Wajdas Film über das Massaker von Katyn. Hierzu Wajda selbst: „Den Film Katyn habe ich gemacht, weil er vom Schicksal meines Vaters handelt.“ Der Film kam am 17. September 2007 unter dem Titel Katyń in die polnischen Kinos; im Januar 2008 wurde die Nominierung von Katyń für den Oscar als „Bester fremdsprachiger Film“ bekanntgegeben. 2009 nahm Wajda mit seinem neuen Film Tatarak an der 59. Berlinale teil und kündigte in Berlin auf der Pressekonferenz zur Welturaufführung des Films an, dass sein neuestes Projekt ein Film über Lech Wałęsa sein würde.
Andrzej Wajda war dreimal verwitwet. Mit seiner dritten Ehefrau, der Schauspielerin Beata Tyszkiewicz, bekam er eine Tochter (* 1967). Seine vierte Ehefrau, die ihn überlebte, war die Bühnenbildnerin und Schauspielerin Krystyna Zachwatowicz.
Andrzej Wajda starb 2016 im Alter von 90 Jahren. Er liegt auf dem Cmentarz Salwatorski (deutsch Salvator-Friedhof) in Krakau begraben.

## Wajda School und Wajda Studio
Im November 2001 eröffnete Wajda zusammen mit seinem Regiekollegen Wojciech Marczewski, seiner langjährigen Produktionsleiterin Barbara Pec-Ślesicka und dem Warschauer Dokumentar- und Spielfilmstudio (WFDiF) in Warschau die Wajdas Namen tragende Meisterschule für Filmregie (polnisch Mistrzowska Szkoła Reżyserii Filmowej Andrzeja Wajdy, international Andrzej Wajda Master School of Film Directing), an der künftige Spiel- oder Dokumentar-Filmregisseure ihr Handwerk erlernen können. Daneben ist die Hochschule Ausrichter des Förderpreises für Drehbuchautoren Script Pro (von 2006 bis 2010 Hartley-Merrill). 2011 wurde sie in Wajda School umbenannt. Im gleichen Jahr wurde das zur Schule gehörige Wajda Studio gegründet, welches Kurz- und Dokumentarfilme produziert, die teilweise zuvor an der Wajda School entwickelt werden.

## Filmografie
- 1955: Eine Generation (Pokolenie)
- 1957: Der Kanal (Kanał)
- 1958: Asche und Diamant (Popiół i diament)
- 1959: Lotna
- 1960: Die unschuldigen Zauberer (Niewinni czarodzieje)
- 1961: Blut der Leidenschaft (Sibirska Ledi Magbet)
- 1961: Samson
- 1965: Legionäre / Zwischen Feuer und Asche (Popioły)
- 1968: Die Pforten des Paradieses (Gates to Paradise)
- 1968: Rollkuchen (Przekładaniec)
- 1968: Alles zu verkaufen (Wszystko na sprzedaż)
- 1969: Fliegenjagd (Polowanie na muchy)
- 1970: Landschaft nach der Schlacht (Krajobraz po bitwie)
- 1970: Das Birkenwäldchen (Brzezina)
- 1972: Pilatus und andere – Ein Film für Karfreitag
- 1973: Die Hochzeit (Wesele)
- 1975: Das gelobte Land (Ziemia obiecana)
- 1976: Die Schattenlinie (Smuga cienia)
- 1976: Die tote Klasse (Umarła klasa)
- 1977: Der Mann aus Marmor (Człowiek z marmuru)
- 1978: Ohne Betäubung (Bez znieczulenia)
- 1979: Die Mädchen von Wilko (Panny z Wilka)
- 1980: Der Dirigent (Dyrygent)
- 1981: Der Mann aus Eisen (Człowiek z żelaza)
- 1983: Danton
- 1983: Eine Liebe in Deutschland
- 1986: Chronik von Liebesunfällen (Kronika wypadków miłosnych)
- 1988: Die Dämonen (Les Possédés)
- 1990: Korczak
- 1993: Liebe zwischen den Fronten (Pierścionek z orłem w koronie)
- 1995: Die Karwoche (Wielki tydzień)
- 1996: Fräulein Niemand (Panna Nikt)
- 1999: Pan Tadeusz
- 2000: Wyrok na Franciszka Klosa
- 2002: Die Rache (Zemsta)
- 2007: Das Massaker von Katyn (Katyń)
- 2009: Der Kalmus (Tatarak)
- 2013: Wałęsa. Der Mann aus Hoffnung (Wałęsa – Człowiek z nadziei)
- 2016: Powidoki[8]

## Wichtige Regiearbeiten am Theater
- 1960: Hamlet von William Shakespeare am Küstentheater in Danzig
- 1963: Die Hochzeitsfeier von Stanisław Wyspiański am Alten Theater in Krakau
- 1970: Play Strindberg von Friedrich Dürrenmatt am Modernen Theater in Warschau
- 1973: Der Mitmacher von Friedrich Dürrenmatt am Schauspielhaus in Zürich
- 1974: Novembernacht von Stanisław Wyspiański am Alten Theater in Krakau
- 1976: Emigranten von Sławomir Mrożek am Alten Theater in Krakau
- 1984: Antigone von Sophokles am Alten Theater in Krakau
- 1984: Schuld und Sühne nach Dostojewski am Alten Theater in Krakau
- 1987: Schuld und Sühne nach Dostojewski an der Schaubühne, West-Berlin
- 1988: Fräulein Julie von August Strindberg am Alten Theater in Krakau
- 1990: Romeo und Julia von William Shakespeare am Teatr Powszechny in Warschau
- 1994: Mishima von Yukio Mishima am Alten Theater in Krakau
- 2004: Macbeth von William Shakespeare am Alten Theater in Krakau

## Auszeichnungen
- 1957: Sonderpreis der Jury, Internationale Filmfestspiele von Cannes 1957
- 1973: Bambi
- 1975: Grand Prix, Internationales Filmfestival Moskau
- 1976: Goldene Ähre, Semana Internacional de Cine de Valladolid
- 1978: FIPRESCI-Preis, Internationale Filmfestspiele von Cannes 1978
- 1981: Offizierskreuz der französischen Ehrenlegion
- 1981: Goldene Palme, Internationale Filmfestspiele von Cannes 1981
- 1982: Athen-Preis
- 1982: Louis-Delluc-Preis
- 1982: Onassis-Preis
- 1982: Academy Fellowship der British Academy of Film and Television Arts (BAFTA)
- 1983: César für die beste Regie
- 1984: British Academy Film Award für Danton als bester fremdsprachiger Film
- 1985: Gottfried-von-Herder-Preis
- 1987: Kyoto-Preis
- 1988: Mitglied der American Academy of Arts and Sciences
- 1990: Europäischer Filmpreis (Felix) für sein Lebenswerk
- 1996: Silberner Bär auf der Berlinale 1996
- 1996: Praemium Imperiale, Japan
- 1998: Goldener Löwe, Internationale Filmfestspiele von Venedig 1998
- 2000: Oscar für sein Lebenswerk
- 2000: Ehrenbürgerschaft von Gdynia
- 2001: Großes Bundesverdienstkreuz
- 2006: Goldener Ehrenbär der Berlinale
- 2008: Orden des Marienland-Kreuzes III. Klasse, Estland
- 2008: Orden des Fürsten Jaroslaw des Weisen (V. Klasse)
- 2009: Alfred-Bauer-Preis[9]
- 2009: Europäischer FIPRESCI-Preis
- 2011: Orden des Weißen Adlers[10]
- 2016: Ehrenpreis bei der Verleihung des Europäischen Filmpreises (postum)

## Bibliografie
- Andrzej Wajda: Meine Filme. Erfahrungen aus 30 Jahren Filmschaffen. Benziger, Zürich 1987 u.ö., ISBN 3-545-34072-4.
- Andrzej Wajda: Kino i reszta świata. Autobiografia. Znak, Kraków 2000, ISBN 83-7006-987-8.

Sekundärliteratur
- Literatur über Andrzej Wajda  im Bibliotheks- und Bibliographieportal / Herder-Institut (Marburg).
- Andrzej Wajda. Beiträge von Klaus Eder, Klaus Kreimeier, Maria Ratschewa, Bettina Thienhaus. Reihe Film, 23. Hanser, München u. a. 1980, ISBN 3-446-13136-1. Filmografie S. 217–262
  - Andrzej Wajda. Reihe Cinéastes. L’Atalante, Nantes 1982, ISBN 2-903699-01-1 (französische Fassung)
- Randall D. Larson: „Danton – Sprawa Dantona“ & „The Draughtsman’s Contract“ 1982. In: Cinemascore. Bd. 5, Nr. 11/12, Fall/Winter 1983, ZDB-ID 979722-1, S. 56 (englisch)[11]
- Filmstellen VSETH & VSU (Hrsg.): Science Fiction – Andrzej Wajda. VSETH / VSUZH, Zürich 1990.[12]
  - darin: Arabelle Frey: Die Hochzeit – Wesele. S. 37–40.
  - darin: Marek Kozlow: Andrzej Wajda. Bio- und Filmografie. S. 15–25
- Klaus Kreimeier: Allegorien der Vergeblichkeit: Andrzej Wajda. In: Jörg-Dieter Kogel: Europäische Filmkunst. Regisseure im Porträt. Fischer Taschenbuch Verlag, Frankfurt am Main 1990, ISBN 3-596-24490-0, S. 180–196.
- Jacek Fuksiewicz: 1955–1965: L’école polonaise. In: Guy Hennebelle, Alain Virmaux, Odette Virmaux (Hrsg.): Les grandes „écoles“ esthétiques (= CinémAction. Nr. 55). CinémAction u. a., Paris 1990, ISBN 2-85480-248-9, S. 58–63.[13]
  - Jacek Fuksiewicz: Des Polonais a l’Quest. In: Guy Hennebelle, Roland Schneider (Hrsg.): Cinémas métis. De Hollywood aux films beurs (= CinémAction. Nr. 56). CinémAction u. a., Paris 1990, ISBN 2-85480-259-4, S. 96–101.[14]
- Nikolaus Hülbusch: Andrzej Wajda * 1926. In: Thomas Koebner (Hrsg.): Filmregisseure. Biographien, Werkbeschreibungen, Filmographien. 3., aktualisierte und erweiterte Auflage. Reclam, Stuttgart 2008, ISBN 978-3-15-010662-4, S. 795–800.
- Maria Janion: Egzystencja ludzi i duchów. Rodowód filmowej wyobraźni Andrzeja Wajdy. In: Kino. [Warschau], Bd. 24, Nr. 4, April 1990, S. 23–27 (polnisch).[15]
- Janina Falkowska: „The political“ in the films of Andrzej Wajda and Krzysztof Kieslowski. In Cinema Journal. Bd. 34, Nr. 2, Winter 1995 ISSN 0009-7101 S. 37–50[16]
  - dies., Andrzej Wajda: History, Politics and Nostalgia in Polish Cinema. Oxford und New York 2007
  - dies., The political films of Andrzej Wajda: Dialogism in „Man of Marble“, „Man of Iron“, and „Danton“. Oxford und New York 1996
- Ljudmila Djakova: Dvama ot golemite v Praga. In: Kino. Nr. 4, 1996, ISSN 0861-4393, S. 24–27 (In Bulgarisch).[17]
- John Orr, Elzbieta Ostrowska (Hrsg.): The cinema of Andrzej Wajda. The art of irony and defiance. Wallflower, London u. a. 2003, ISBN 1-903364-57-4 (englisch)
- Das Schweigen nach dem Massaker. In: Berliner Zeitung, 9. Februar 2008; Interview mit Andrzej Wajda über seinen Film Das Massaker von Katyn.
- Maciej Karpiński: The Theatre of Andrzej Wajda. Cambridge University Press 1989, ISBN 0-521-32246-4
- Wolfgang J. Ruf: Ein Moralist und Patriot - Erinnerungen an den Regisseur Andrzej Wajda, In: Zs. MUT Nr. 585/Januar 2017, ISSN 0027-5093, S. 54 ff.

## Dokumentarfilm
- Signiert: Andrzej Wajda. Dokumentarfilm, Polen, BR Deutschland, 1989, 60 Min., Buch und Regie: Andrzej Brzozowski, Produktion: Regina Ziegler Filmproduktion, Wytwórnia Filmów Dokumentalnych, Inhaltsangabe (Memento vom 27. November 2012 im Internet Archive) vom Bayerischen Fernsehen.
- Der Traumlotse - Das Kino des Andrzej Wajda ARTE-Dokumentation von Anja Krug-Metzinger, 52 Minuten, 2012 (Deutsch und Polnisch mit englischen Untertiteln)